# ایسنوس، اویلا
ایسنوس (اویلا) (به اسپانیایی: Isnos) یک سکونتگاه مسکونی در کلمبیا است که در بخش اویلا واقع شده‌است.